# HD 128311

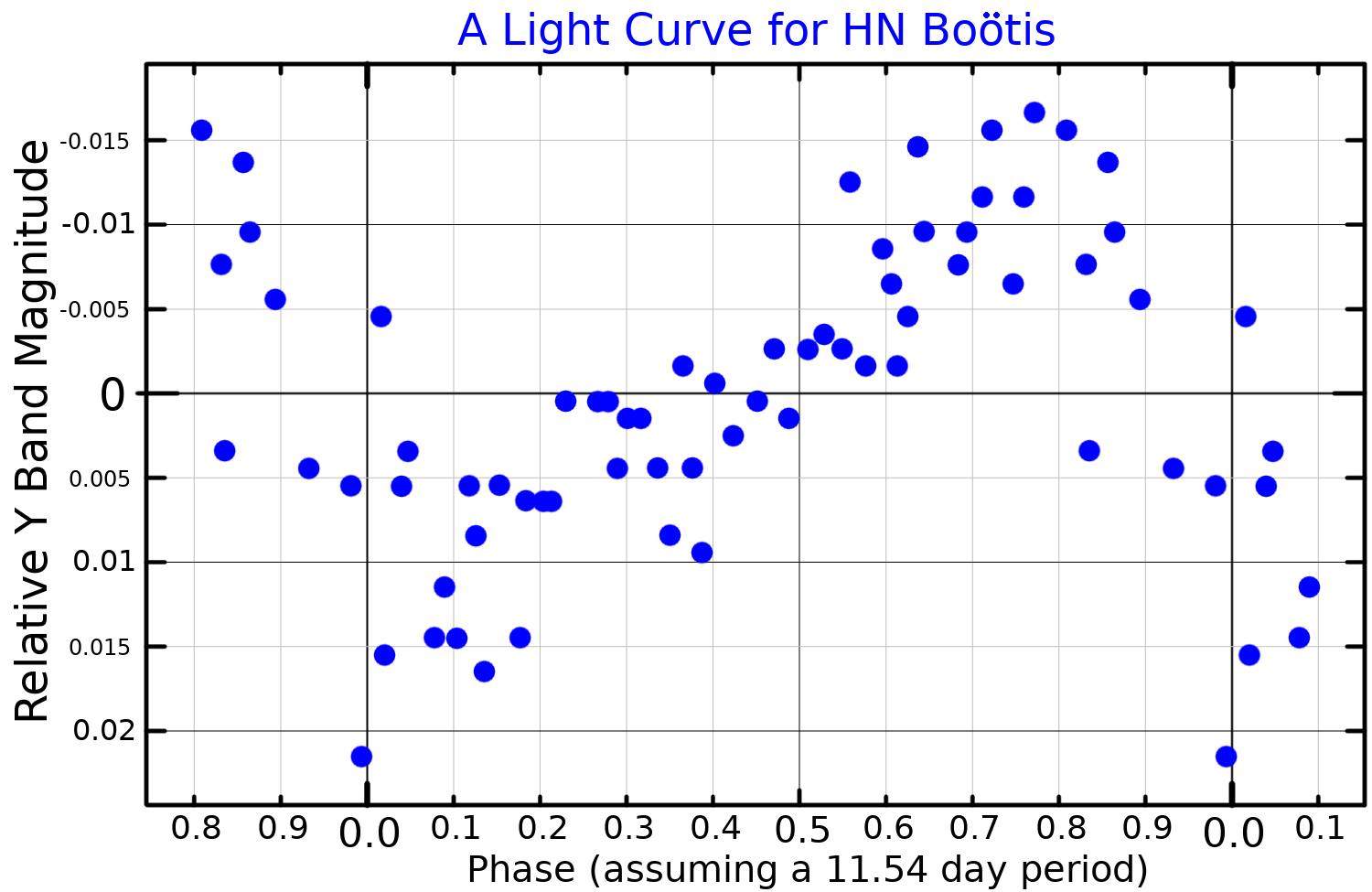
Gráfico con la curva de luz emitida por la estrella HD 128311.

HD 128311 es una estrella de magnitud aparente +7,45 situada a 2º al noroeste 31 Bootis, en la constelación de Bootes.
Se encuentra a 53,8 años luz de distancia del sistema solar.
Desde 2005 se conoce la existencia de dos planetas extrasolares en órbita alrededor de esta estrella.
HD 128311 es una enana naranja —una estrella semejante a la componente principal de Gliese 570— actualmente clasificada como de tipo espectral K3V.
Con una temperatura efectiva de 4965 K, su luminosidad corresponde al 29% de la luminosidad solar.
Tiene un radio menor que el del Sol —un 78% del mismo— y una masa de 0,83 masas solares.
Rota con una velocidad de al menos 3,2 km/s y emplea 14 días en completar un giro sobre sí misma.
Muestra actividad cromosférica, siendo una estrella joven cuya edad estimada es de 410 millones de años.
No se ha detectado exceso en el infrarrojo a 24 μm pero sí a 70 μm, indicio de la presencia de un disco circunestelar de escombros.
HD 128311 posee un contenido relativo de hierro comparable al solar ([Fe/H] = +0,03).
Diversos elementos evaluados muestran la misma tendencia, aunque neodimio y praseodimio son notablemente más abundantes; este último metal lantánido es cuatro veces más abundante que en nuestra estrella ([Pr/H] = +0,62).
HD 128311 es una variable BY Draconis cuyo brillo varía 0,04 magnitudes a lo largo de un período de 11,54 días. Por ello, recibe la denominación, como estrella variable, de HN Bootis.

## Sistema planetario
Los dos planetas en órbita alrededor de HD 128311, denominados HD 128311 b y HD 128311 c, están separados de ella 1,10 y 1,76 UA respectivamente.
El primero tiene una masa mínima 2,18 veces mayor que la masa de Júpiter y completa una órbita cada 448,6 días.
El planeta más externo, con una masa mínima 3,21 veces mayor que la de Júpiter, emplea 919 días en completar una órbita alrededor de la estrella.
| Acompañante (En orden desde la estrella) | Masa (MJ)      | Período orbital (días) | Semieje mayor (UA) | Excentricidad |
| ---------------------------------------- | -------------- | ---------------------- | ------------------ | ------------- |
| HD 128311 b                              | > 2,18 ± 0,022 | 448,6 ± 6,8            | 1,099 ± 0,04       | 0,25 ± 0,1    |
| HD 128311 c                              | > 3,21 ± 0,3   | 919                    | 1,76 ± 0,13        | 0,17 ± 0,09   |